# بنیتو کونترراس
بنیتو کونترراس (اسپانیایی: Benito Contreras‎; ۱۶ مهٔ ۱۹۰۵ – ژوئیه ۱۹۷۲ (۶۶−۶۷ سال)) بازیکن فوتبال اهل مکزیک بود.
از باشگاه‌هایی که در آن بازی کرده‌است می‌توان به باشگاه فوتبال آمریکا اشاره کرد.
وی همچنین در تیم ملی فوتبال مکزیک بازی کرده‌است.